# Рио ди Пустерија
Рио ди Пустерија (итал. Rio di Pusteria 
 ) је насеље у Италији у округу Болцано, региону Трентино-Јужни Тирол. 
Према процени из 2011. у насељу је живело 110 становника. Насеље се налази на надморској висини од 1465 м.

## Становништво
Према резултатима пописа становништва 2011. у општини је живело 2.912 становника.
| 1931. | 1936. | 1951. | 1961. | 1971. | 1981. | 1991. | 2001. | 2011. |
| ----- | ----- | ----- | ----- | ----- | ----- | ----- | ----- | ----- |
| 1.854 | 1.853 | 2.020 | 2.024 | 2.039 | 2.239 | 2.410 | 2.640 | 2.912 |

## Партнерски градови
- Верхајм